# Santo Tomás del Nanay (Punchana)
Santo Tomás del Nanay es un barrio del distrito de Punchana, de la provincia de Maynas, en el departamento de Loreto, al oriente del Perú. Funciona como un área geográfica limítrofe entre el Iquitos Metropolitano y los distritos rurales de Mazán e Indiana.

## Descripción
Al encontrarse en la zona económica de la desembocadura del río Nanay en el río Amazonas, es el punto de llegada del Puente Nanay desde Bellavista-Nanay —en la propia ciudad de Iquitos— y del inicio de la Ruta nacional PE-5N I con dirección a San Antonio de El Estrecho en la frontera peruano-colombiana. El 22 de enero de 2015 el Ministerio de Transportes y Comunicaciones afirmó que Santo Tomás tendrá luz eléctrica. El 31 de octubre de 2016 el pueblo fue visitado por el entonces primer vicepresidente Martín Vizcarra.

## Comunidad nativa
Santo Tomás forma parte de la Coordinadora Autónoma de los Pueblos Indígenas en la cuenca del río Nanay y río Amazonas (CAPICUNA), y por tal es lugar de vivienda de diversos amerindios provenientes de los ríos Nanay y Amazonas. El 14 de noviembre de 2018, CAPICUNA afirmó que por mayoría apoyan la construcción del Puente Nanay en su territorio, aunque en junio de 2019 paralizaron la construcción en protesta por incumplimientos de contrato por parte de la empresa privada.